# Stripes
Pour le film de 1981, voir Les Bleus (film).
Stripes est un framework de présentation pour construire des applications web en utilisant les technologies Java les plus récentes[Lesquelles ?].
Les objectifs qui ont prévalu à la conception de ce nouveau framework sont :
- Faciliter le développement des applications web en Java ;
- Fournir des solutions simples et néanmoins puissantes aux problèmes ordinaires ;
- Réduire le temps nécessaire à l'apprentissage de Stripes à moins de 30 minutes ;
- Rendre facile l'extension de Stripes, sans requérir une configuration trop détaillée.

## Ses concurrents
Stripes vient affronter de nombreux autres frameworks tels que Struts, WebWork 2 ou encore Spring-MVC avec comme avantages une facilité de configuration et une rapidité d'application.